# Línea 122 (Rosario)
Línea 122 es una línea de transporte urbano de pasajeros de la ciudad de Rosario, Argentina. El servicio está actualmente operado por la empresa Rosario Bus.
Originariamente el servicio de la línea 122 era prestado bajo la denominación de línea 218 Rojo por Empresa General Manuel Belgrano S.R.L. devenida en Transportes General Manuel Belgrano S.A. (cambiando en 1986 su denominación a línea 122) hasta su quiebra cuando se conforma la Sociedad del Estado Municipal para el Transporte Urbano de Rosario -SEMTUR- con el fin de mantener sus operaciones. Desde el 1° de enero de 2019 la línea fue operada por la empresa El Cacique hasta su salida de la ciudad quedando nuevamente a cargo estatal cediendo esta última la explotación a Rosario Bus gracias a un intercambio por unidades.

## Ramales
La línea 122 está dividida en dos ramales: el Rojo y el Verde variando en los extremos de sus recorridos.

## Recorridos
Servicio diurno y nocturno.
|  |  | KBHFa |

|  |  | BHF |

|  |  | BHF |

|  |  | BHF |

|  |  | BHF |

|  | KBHFa | BHF |  |

|  | BHF | STR |  |

|  | BHF | STR |  |

|  | BHF | STR |  |

|  | STRl | ABZg+r |  |

|  |  | BHF |

|  |  | STR+lBUEq |

|  |  | BHF |

|  |  | BHF |

|  |  | BHF |

|  |  | BHF |

|  |  | BHF |

|  | BUS | INT |  |

|  |  | BHF |

|  |  | BHF |

|  |  | BHF |

|  | ARCH | BHF |  |

|  |  | BHF |

|  |  | BHF |

|  |  | BHF |

|  |  | BHF |

|  |  | BHF |

|  |  | BHF |

|  |  | BHF |

|  |  | BHF |

|  |  | BHF |

|  |  | BHF |

|  |  | KBHFe |

### Línea 122 Bandera Roja
IDA: Desde Riobamba y Brasil, por Brasil, Cerrito, Av. Provincias Unidas, Av. Pte. Perón, San Nicolás, Córdoba, Moreno, San Lorenzo, Laprida, 9 de julio , Colón, Virasoro, Chacabuco, Ayolas, Grandoli, J m gutierrez, Serrano, Centenario , hasta Ayacucho
VUELTA: Desde Ayacucho y Centenario, por Ayacucho, Regimiento 11,  Castro Barros, Lamadrid, Grandoli, Berutti, Gaboto, Necochea, Av. Pellegrini, Ayacucho, Zeballos, Maipú, Santa Fe, Cafferata, Av. Pte. Perón, Av. Provincias Unidas, Cerrito, Perú, Riobamba hasta Brasil.

### Línea 122 Bandera Verde
IDA: Desde Bv. Segui y Colectora Juan Pablo II, por Bv. Segui, Barra, Juan XXIII, Rouillón, Rivero, Comandos 602, Juan XXIII, Av. Rouillón, Garay, Liniers, Av. Pte. Perón, San Nicolás, Córdoba, Moreno, San Lorenzo, Laprida, 9 de Julio, Colón, Ayolas, Necochea (N-S)–Pavón, E. de Luca, Serrano hasta Centenario.
VUELTA: Desde Centenario y Serrano, por Centenario, Ayacucho, H. de la Quintana, Pavón-Necochea, Av. Pellegrini, Ayacucho, E. Zeballos, Maipú, Santa Fe, Cafferata, Av. Pte. Perón, Bv. 27 de Febrero, C. Aldao, Ocampo, Matienzo, Rueda, Larrea, Gaboto, Av. Rouillón, Juan XXIII, C. Aldao, Rivero, Rouillón, Juan XXIII, Garzón, Bv. Segui, hasta Colectora Juan Pablo II. 
Horario de Seguridad de 22:00 a 06:00
IDA: De su recorrido por Colón, Ayolas, Grandoli, J. M. Gutiérrez, Pavón, E. de Luca, Serrano hasta Centenario.
VUELTA: De su recorrido por H. de la Quintana, Pavón, De Luca, Grandoli, Dean Funes, Necochea, Av. Pellegrini a su recorrido.